# Jean Webster
Jean Webster foi o pseudônimo de Alice Jane Chandler Webster (Fredonia, Nova Iorque, 24 de julho de 1876 — Nova Iorque, 11 de junho de 1916) foi uma escritora estadunidense, mais conhecida pelo seu best-seller “Daddy-Long-Legs”, livro que alcançou sucesso também nas suas adaptações para o cinema. Seus livros são reconhecidos por apresentar mulheres protagonistas que são intelectuais, moralistas e sociáveis, típicas de sua própria época, mas com humor.

## Infância
Alice Jane Chandler Webster nasceu em Fredonia, Nova Iorque, filha mais velha de Annie Moffet Webster e Charles Luther Webster. Alice viveu seus primeiros anos de infância em um regime fortemente matriarchal e ativista, vivendo na mesma casa com sua bisavó, avó e mãe. Sua bisavó trabalhava no Temperance movement, um movimento social contra o alcoolismo, e sua avó trabalhava pela igualdade e pelo voto feminino.
A mãe de Alice era sobrinha de Mark Twain, e seu pai foi gerente de negócios e editor de muitos livros de Twain, através da "Charles L. Webster Publishing Company", fundada em 1884. Inicialmente os negócios do pai tiveram sucesso, e quando Alice tinha 5 anos, a família se mudou para a Cidade de Nova Iorque, e tinham também uma casa de verão em Long Island. A companhia editorial, porém, passou por dificuldades, e as relações com Twain foram quebradas. Em1888, o pai de Alice teve uma severa cefaléia, e teve uma licença, durante a qual voltou, com a família, para Fredonia. Após relativa melhora de Charles, porém, Twain não o aceitou de volta. Charles cometeu suicídio em 1891, com uma overdose de drogas
Alice freqüentou o Fredonia Normal School, e graduou-se em pintura chinesa em 1894. De 1894 a 1896, estudou como interna na Lady Jane Grey School, em Binghamton, Nova Iorque, ocasião em que adotou o nome Jean, mediante o fato de haver outra colega de quarto com o nome Alice. Aprendeu música, arte, literatura, e boas maneiras com outras 20 moças. The Lady Jane Grey School inspirou muitos detalhes da escola que Webster retrata em Just Patty, incluindo o nome dos quartos (Sky Parlour, Paradise Alley), uniformes e professores.

## Juventude
Em 1897, Webster entrou no Vassar College, em Poughkeepsie, Nova Iorque, como um membro da classe de 1901. Estudando inglês e economia, ela fez um curso de reforma penal e se interessou por questões sociais. Como parte das aulas, frequentou instituições para “delinquentes e crianças abandonadas”. Começou a se envolver no College Settlement House, movimento social de reforma, que atendia comunidades pobres em Nova Iorque, e manteve interesse pela causa social por toda a sua vida. Suas experiências em Vassar forneceram material para seus livros When Patty Went to College e Daddy-Long-Legs. Webster começou uma amizade íntima com a futura poetisa Adelaide Crapsey, que perdurou até a morte de Crapsey, em 1914. Em 1901, graduou-se no Vassar College. 
Jean participou, ao lado de Crapsey, em muitas atividades extracurriculares, incluindo a literatura, a atuação e a política. Webster e Crapsey ajudaram o candidato socialista Eugene V. Debs durante as eleições presidenciais de 1900, embora as mulheres ainda não votassem. Contribuiu nas histórias do Vassar Miscellany e começou uma coluna no jornal da Vassar para a Poughkeepsie Sunday Courier. Webster se declarava "um tubarão em Inglês", mas sua ortografia teria sido bastante excêntrica, e quando um professor horrorizado lhe perguntou sobre um erro de ortografia, ela referiu-o ao "Webster", uma brincadeira com o nome do dicionário com o mesmo nome.
Webster ficou durante um semestre do seu estudo na Europa, visitando a França e o Reino Unido, mas na Itália ficou mais tempo, visitando Roma, Nápoles, Veneza e Florença. Jean viajou com dois estudantes da Vassar, e em Paris encontrou Ethelyn McKinney e Lena Weinstein, também americanos. Em sua estadia na Itália, Webster pesquisou sua tese de economia "Pauperism in Italy". Ela também escreveu colunas sobre sua viagem para o Poughkeepsie Sunday Courier, e colheu material para seu conto "Villa Gianini", que foi publicado no Vassar Miscellany em 1901, e que mais tarde foi expandido como um romance, The Wheat Princess. Retornando a Vassar para terminar seus estudos, ela foi editora literária para o livro de formatura de sua classe, e se graduou em junho de 1901.

## Vida adulta
Voltando a Fredonia, Webster começou a escrever When Patty Went to College, em que descreve a vida das mulheres contemporâneas no colégio. Após infindáveis buscas por um editor, foi publicado em março de 1903. Webster escreveu os contos que compunham Much Ado about Peter, e com sua mãe visitou a Itália em 1903–4, incluindo 6 semanas em um convento em Palestrina, enquanto escrevia Wheat Princess. O romance foi publicado em 1905.
Nos anos seguintes, realizou uma viagem pela Itália e ao redor do mundo, durante 8 meses, incluindo o Egito, Índia, Myanmar, Sri Lanka, Indonésia, Hong Kong, China e Japão com Ethelyn McKinney, Lena Weinstein e dois outros, publicando Jerry Junior em 1907 e The Four Pools Mystery em 1908.
Teve início uma intimidade crescente e um noivado secreto entre Webster e o irmão de Ethelyn McKinney, Glenn Ford McKinney. Advogado, ele lutou para realizar as expectativas de um pai rico e poderoso. Ele tinha um casamento infeliz com uma mulher instável, Annette Reynaud, frequentemente hospitalizada por episódios maníaco-depressivos. Os McKinneys tiveram um filho, John, que também apresentava sinais de instabilidade emocional. McKinney reagia a esse stress com frequentes viagens, e também com o abuso do álcool, tendo sido internado várias vezes. Os McKinneys se separaram em 1909, mas numa época em que o divórcio não era comum, eles não se divorciaram até 1915. Após a separação, McKinney continuou com o alcoolismo, mas se controlou do vício em 1912, quando viajou com Webster, Ethelyn McKinney e Lena Weinstein para a Irlanda.
Durante esse período, Webster continuou a escrever contos e começou a adaptar seus livros para o teatro. Em 1911, Just Patty foi publicado, e Webster começou a escrever o romance Daddy-Long-Legs enquanto estava em uma velha fazenda em Tyringham, Massachusetts. O mais famoso trabalho de Webster foi publicado, originalmente, como uma série no Ladies' Home Journal e conta a história de uma garota chamada Jerusha Abbott, uma órfã que vive em um colégio feminino sustentada por um benfeitor anônimo. Com exceção do capítulo introdutório, o romance se desenvolve através de cartas escritas pela recém-formada Judy para seu benfeitor. Foi publicado em outubro de 1912, com a aclamação do público e da crítica.
A dramatização de Daddy-Long-Legs foi realizada durante o ano de 1913, e em 1914 a peça viajou por 4 meses, estrelando a jovem Ruth Chatterton como Judy. Após ser encenado em Atlantic City, Washington, D.C., Siracusa (Nova Iorque), Rochester, Indianápolis e Chicago, a peça foi para o "Gaiety Theatre", em Nova Iorque, em setembro de 1914, e ficou até maio de 1915. Subsequentemente, percorreu os Estados Unidos. O livro e a peça se tornaram um foco para os trabalhos de caridade e de reforma. Bonecas "Daddy-Long-Legs" foram vendidas para arrecadar dinheiro e financiar a adoção de órfãos.
O sucesso de Webster foi ofuscado pela luta de sua amiga Adelaide Crapsey contra a tuberculose, sendo que Crapsey morreu em outubro de 1914. Em junho de 1915, Glenn Ford McKinney conseguiu o divórcio, e casou com Jean em uma cerimônia discreta em setembro, realizada em Washington, Connecticut. Sua lua-de-mel foi em Quebec, Canadá, e eles foram visitados pelo presidente Theodore Roosevelt, que convidou a si mesmo, dizendo: "Eu sempre quis conhecer Jean Webster. Podemos colocar uma divisória na cabine".
Retornando aos Estados Unidos, os recém-casados foram para um apartamento com vista para Central Park e para a fazenda McKinney Tymor, no Condado de Dutchess, Nova Iorque. Em novembro de 1915, Dear Enemy, uma sequência de Daddy-Long-Legs, foi publicado, e provou também ser um best-seller. Esse romance conta as aventuras de uma amiga e colega de Judy, que se torna a superintendente do orfanato onde Judy vivera.
Webster ficou grávida e, segundo a tradição familiar, foi avisada de que sua gravidez poderia ser perigosa, pois sofria de hiperemese gravídica, mas até fevereiro de 1916 estava se sentindo bem e conseguiu retornar às atividades diversas: eventos sociais, visitas às prisões, e reuniões sobre a reforma do orfanato e sufrágio feminino. Ela começou, também, um livro e uma peça no Sri Lanka, e estava muito feliz.

## Morte
Jean Webster foi internada no Sloan Hospital for Women, em Nova Iorque, na tarde de 10 de junho de 1916. Glenn McKinney, que havia ido ao 25º reencontro da Universidade de Princeton, chegou 90 minutos antes de Webster dar à luz, às 22:30 horas, a uma filha. Jean, porém, começou a piorar, e morreu de febre puerperal às 7:30 horas de 11 de junho de 1916. Sua filha recebeu o nome de Jean Webster McKinney, em sua homenagem.

## Tema das obras de Webster

### Movimentos sociais
Jean Webster era bastante ativa política e socialmente, e incluía tais interesses em seus livros.
Webster defendia o voto feminino e a educação para as mulheres, participava de passeatas e esteve envolvida em vários movimentos sociais. Seus romances observavam, também, tais reivindicações

### Eugenia e hereditariedade
O movimento eugênico estava entre os assuntos em voga quando Jean Webster estava escreendo seus romances. Em particular o livro de Richard L. Dugdale, de 1877, sobre a “Família Jukes”, assim como o estudo de Henry Goddard, de 1912, sobre a “Família Kallikak”, foram leituras muito importantes na época de Webster. Seu romance Dear Enemy menciona e resume tais ideias, até certo ponto, apesar de a sua protagonista, Sally McBride, em última análise, declarar que "não acredito que há alguma coisa na hereditariedade", desde que as crianças sejam criadas em um ambiente estimulante. No entanto, a eugenia como uma ideia de "verdade-científica” aceita pela intelectualidade da época,é transmitida através do romance.

### Reforma institucional
Nos seus anos de colégio, Webster esteve envolvida em movimentos de reforma, e foi membro da State Charities Aid association, visitando orfanatos, fundações para dependents e movimentos de adoção. Em Dear Enemy, ela classifica como “modelo” a Pleasantville Cottage School, um orfanato que visitara.

## Lista de obras
- When Patty Went to College (1903)[7]
- Wheat Princess (1905)
- Jerry Junior (1907)[8]
- Four-Pools Mystery (1908)[9]
- Much Ado About Peter (1909)
- Just Patty (1911)[10]
- Daddy-Long-Legs (1912)[11]
- Dear Enemy (1915)[12][13]

## Jean Webster em língua portuguesa
- Papai Pernilongo (Dady-Long-Legs). Rio de Janeiro: Edições de Ouro, adaptação de Virgínia Lefèvre, 1940, 192 p.
- Querido Inimigo (Dear Enemy). Volume 166 da Coleção Biblioteca das Moças, da Companhia Editora Nacional, de São Paulo. Tradução de Monteiro Lobato, 1934.
- Patty (Just Patty), Nova Biblioteca das Moças, Companhia Editora Nacional, tradução de Monteiro Lobato.

## Jean Webster no cinema
Daddy-Long-Legs
1. Daddy-Long-Legs, 1919, EUA[14]
2. Daddy-Long-Legs, 1931, EUA[15]
3. Curly Top, 1935, EUA.[16] Também conhecido como Boucles d’Or (francês), A Pequena Órfã (português), Riccioli d’oro (italiano), Hryses boukles (grego), La simpática huerfanita (espanhol), Lilla hjärtetjuven (sueco), Wuschelkopf (austríaco). Baseado em Daddy-Long-Legs.
4. Vadertje Langbeen, 1938, Holanda.[17] Baseado em Daddy-Long-Legs.
5. Daddy-Long-Legs, 1955, EUA[18]
6. Hizir Dede, 1964, Turquia.[19] Baseado em Daddy-Long-Legs. Jean Webster não-creditada.
7. Vadertje langbeen, 1964, Holanda, feito para TV.[20] Baseado em Daddy-Long-Legs.
8. Watashi no ashinaga ojisan, 1990, Japão, série de animação feita para TV.[21] Baseado em Daddy-Long-Legs.
9. Kidari ajeossi, 2005, Coréia do Sul[22]

Dear Enemy
1. Dear Enemy, 1981, Reino Unido, série para TV em 7 episódios.[23]

## Biografia
Simpson, Alan; Mary Simpson with Ralph Connor (1984). Jean Webster: Storyteller. Poughkeepsie: Tymor Associates. Library of Congress Catalog Number 84–50869